# Ennucula grayi
Ennucula grayi is een tweekleppigensoort uit de familie van de Nuculidae. De wetenschappelijke naam van de soort werd in 1846 voor het eerst geldig gepubliceerd door Alcide d'Orbigny.